# Мајами (Аризона)
Мајами (енгл. Miami) град је у америчкој савезној држави Аризона. По попису становништва из 2010. у њему је живело 1.837 становника.

## Демографија
Према попису становништва из 2010. у граду је живело 1.837 становника, што је 99 (5,1%) становника мање него 2000. године.
| Група             | 2000.         | 2010.         |
| Белци             | 820 (42,4%)   | 745 (40,6%)   |
| Афроамериканци    | 20 (1,0%)     | 5 (0,3%)      |
| Азијати           | 2 (0,1%)      | 3 (0,2%)      |
| Хиспаноамериканци | 1.054 (54,4%) | 1.029 (56,0%) |
| Укупно            | 1.936         | 1.837         |